# Nordre Birks Boldspil-Union
Nordre Birks Boldspil-Union (NBBU) var en lokal københavnsk fodboldunion, som blev stiftet den 2. marts 1913 af 6 fodboldklubber – blandt andet Taarbæk IF. 
KBU beskriver at Nordre Birks Boldspil-Union blev en under afdeling af Sjællands Boldspil-Union og havde deres egen pokalturnering frem til 1947.
I 1916 indgik unionen i et udvidet turneringssamarbejde, kaldet Københavns Forstadsklubbers Boldspil Union (K.F.B.U.), ved en sammenslutning af en række øvrige unioner fra de andre københavnske forstæder udenfor Københavns Boldspil-Union – Amager Boldspil-Union, Nørrebros Fodbold Union og Valby Boldspil Union.
|                                         | 1913 | 1914 | 1915 | 1916 | 1917 | 1918 | 1919 | 1920 | 1921 | 1922 | 1923 | 1924 | 1925 | 1926 | 1927 | 1928 | 1929 | 1930 | 1931 | 1932 | 1933 | 1934 | 1935 | 1936 | 1937 |
| --------------------------------------- | ---- | ---- | ---- | ---- | ---- | ---- | ---- | ---- | ---- | ---- | ---- | ---- | ---- | ---- | ---- | ---- | ---- | ---- | ---- | ---- | ---- | ---- | ---- | ---- | ---- |
| Taarbæk Idrætsforening                  | X    | X    | X    | X    | X    | X    | X    | X    | X    | X    | X    | X    | X    | X    | X    | X    | X    | X    | X    | X    | X    | X    | X    | X    | X    |
| Skovshoved Idrætsforening               | X    | X    | X    | X    | X    | X    | X    | X    | X    | X    | X    | X    | X    | X    | X    | X    | X    |      |      |      |      |      |      |      |      |
| Boldklubben Sorgenfri                   | X    | X    | X    |      |      |      |      |      |      |      |      |      |      |      |      |      |      |      |      |      |      |      |      |      |      |
| Hjortekær Boldklub                      | X    | X    |      |      |      |      |      |      |      |      |      |      |      |      |      |      |      |      |      |      |      |      |      |      |      |
| Holte Boldklub                          | X    | X    |      |      |      |      |      |      |      |      |      |      |      |      |      |      |      |      |      |      |      |      |      |      |      |
| Hellerup Idrætsklub                     | X    | X    | X    |      |      |      |      |      |      |      |      |      |      |      |      |      |      |      |      |      |      |      |      |      |      |
| Gentofte Boldklub                       |      | X    | X    | X    | X    | X    |      | X    | X    |      |      |      |      |      |      |      |      |      |      |      |      |      |      |      |      |
| Boldklubben "Veto" (Hellerup Boldklub)  |      | X    | X    | X    | X    | X    | X    | X    | X    | X    | X    | X    | X    | X    | X    |      |      |      |      |      |      |      |      |      |      |
| Skodsborg Boldklub                      |      |      | X    | X    | X    |      |      |      |      |      |      |      |      |      |      |      |      |      |      |      |      |      |      |      |      |
| Vedbæk Boldklub                         |      |      | X    |      |      |      |      |      |      | X    | X    | X    | X    | X    | X    | X    | X    | X    | X    | X    | X    | X    | X    | X    | X    |
| Søborg Idrætsforening (Søborg Boldklub) |      |      |      |      | X    | X    | X    | X    | X    |      | X    | X    | X    | X    | X    | X    | X    | X    | X    | X    | X    | X    | X    | X    | X    |
| Raadvad Boldklub                        |      |      |      |      | X    | X    | X    | X    | X    |      |      |      |      |      |      |      |      |      |      |      |      |      |      |      |      |
| Lyngby Idrætsforening (Lyngby Boldklub) |      |      |      |      | X    | X    | X    | X    | X    | X    | X    | X    | X    | X    | X    | X    | X    | X    | X    | X    | X    | X    | X    | X    | X    |
| Holte Idrætsforening (Holte Boldklub)   |      |      |      |      |      | X    | X    | X    | X    | X    | X    | X    | X    | X    | X    | X    | X    | X    | X    | X    | X    | X    | X    | X    | X    |
| Vangede Idrætsklub                      |      |      |      |      |      |      | X    | X    | X    |      |      |      |      |      |      |      |      |      |      |      |      |      |      |      |      |
| Gentofte-Vangede Idrætsforening         |      |      |      |      |      |      |      |      |      | X    | X    | X    | X    | X    | X    | X    | X    | X    | X    | X    | X    | X    | X    | X    | X    |
| Brede Idrætsforening                    |      |      |      |      |      |      |      |      |      | X    | X    | X    | X    | X    | X    | X    | X    | X    | X    | X    |      | X    | X    | X    | X    |
| Gl. Holte Boldklub                      |      |      |      |      |      |      |      |      |      | X    | X    |      |      |      |      |      |      |      |      |      |      |      |      |      |      |
| Lundtofte Boldklub                      |      |      |      |      |      |      |      |      |      |      |      | X    | X    | X    |      |      |      |      |      |      |      |      |      | X    | X    |
| Herløv Idrætsklub                       |      |      |      |      |      |      |      |      |      |      |      |      |      |      | X    | X    | X    | X    | X    | X    | X    | X    | X    | X    | X    |
| Virum Boldklub                          |      |      |      |      |      |      |      |      |      |      |      |      |      |      |      |      | X    | X    | X    | X    | X    | X    | X    | X    | X    |
| Bagsværd Boldklub                       |      |      |      |      |      |      |      |      |      |      |      |      |      |      |      |      |      |      | X    | X    | X    | X    | X    | X    | X    |
| Skodsborg Idrætsklub                    |      |      |      |      |      |      |      |      |      |      |      |      |      |      |      |      |      |      | X    | X    | X    | X    | X    | X    | X    |
| Boldklubben "Orient", Islev             |      |      |      |      |      |      |      |      |      |      |      |      |      |      |      |      |      |      |      | X    | X    | X    | X    | X    | X    |

| År           | 1. Senior        | 2. Senior                   | 3. Senior        | 4. Senior        | Ynglinge         | 1. Junior        | 2. Junior        | 3. Junior | 4. Junior        |
| ------------ | ---------------- | --------------------------- | ---------------- | ---------------- | ---------------- | ---------------- | ---------------- | --------- | ---------------- |
| Forår 1913   | Skovshoved       |                             |                  |                  |                  |                  |                  |           |                  |
| Efterår 1913 | HIK              |                             |                  |                  |                  |                  |                  |           |                  |
| Forår 1914   | HIK              |                             |                  |                  |                  |                  |                  |           |                  |
| Efterår 1914 | Veto             |                             |                  |                  |                  | Veto             |                  |           |                  |
| Forår 1915   | Veto             | Gentofte                    |                  |                  |                  | Veto             |                  |           |                  |
| Efterår 1915 |                  |                             |                  |                  |                  |                  |                  |           |                  |
| Forår 1916   | Veto             |                             |                  |                  |                  |                  |                  |           |                  |
| 1916-17      | Taarbæk          |                             |                  |                  |                  |                  |                  |           |                  |
| 1917-18      | Veto             | Veto                        |                  |                  |                  | Skovshoved       |                  |           |                  |
| 1918-19      | Skovshoved       | Skovshoved                  |                  |                  |                  | Skovshoved       |                  |           |                  |
| 1919-20      | Skovshoved       | Skovshoved                  |                  |                  |                  | Skovshoved       |                  |           |                  |
| 1920-21      | Skovshoved       | Skovshoved                  |                  |                  |                  | Skovshoved       |                  |           |                  |
| 1921-22      | Skovshoved       | Gentofte-Vangede            | Lyngby           |                  |                  | Skovshoved       |                  |           |                  |
| 1922-23      | Skovshoved       | Efterår: Veto Forår: Brede  | Gentofte-Vangede |                  |                  | Søborg           |                  |           |                  |
| 1923-24      | Skovshoved       | Brede                       | Søborg           |                  |                  | Lyngby           | Holte            |           |                  |
| 1924-25      | Lyngby           | Gentofte-Vangede            | Vedbæk           | Holte            |                  | Lyngby           | Lyngby           |           |                  |
| 1925-26      | Taarbæk          | Søborg                      | Taarbæk          | Søborg           |                  | Gentofte-Vangede | Brede            |           |                  |
| 1926-27      | Søborg           | Holte                       | Brede            | Gentofte-Vangede |                  | Gentofte-Vangede | Søborg           | Taarbæk   |                  |
| 1927-28      | Søborg           | Lyngby                      | Gentofte-Vangede |                  |                  | Brede            | Taarbæk          |           |                  |
| 1928-29      | Taarbæk          | Lyngby                      |                  |                  |                  | Gentofte-Vangede | Lyngby           |           |                  |
| 1929-30      | Gentofte-Vangede | Brede                       |                  |                  |                  | Holte            | Taarbæk          |           |                  |
| 1930-31      | Brede            | Gentofte-Vangede            |                  |                  |                  | Lyngby           | Taarbæk          |           |                  |
| 1931-32      | Lyngby           | Søborg                      |                  |                  |                  | Lyngby           | Søborg           |           |                  |
| 1932-33      | Taarbæk          | Efterår: Virum Forår: Holte |                  |                  |                  | Lyngby           | Søborg           | Lyngby    |                  |
| 1933-34      |                  | Vedbæk                      |                  |                  |                  | Gentofte-Vangede | Lyngby & Taarbæk | Lyngby    | Gentofte-Vangede |
| 1934-35      |                  | Virum                       |                  |                  | Gentofte-Vangede | Taarbæk          | Brede            | Lyngby    | Holte            |
| 1935-36      |                  | Taarbæk                     |                  |                  |                  | Bagsværd         | Lyngby           | Holte     | Gentofte-Vangede |
| 1936-37      |                  | Taarbæk                     |                  |                  |                  | Skodsborg        | Lyngby           | Lyngby    | Hørsholm         |

| År   | A 1. Senior      | B 2. Senior      | Junior           |
| ---- | ---------------- | ---------------- | ---------------- |
| 1913 | Skovshoved       |                  |                  |
| 1914 | Sorgenfri        |                  |                  |
| 1915 | Veto             |                  |                  |
| 1921 | Taarbæk          |                  |                  |
| 1922 | Taarbæk          |                  |                  |
| 1923 | Taarbæk          |                  |                  |
| 1924 | Veto             | Skovshoved       | Holte            |
| 1925 | Skovshoved       |                  |                  |
| 1926 | Veto             |                  |                  |
| 1927 | Gentofte-Vangede |                  |                  |
| 1928 | Skovshoved       |                  |                  |
| 1929 | Holte            |                  |                  |
| 1930 | Brede            |                  |                  |
| 1931 | Gentofte-Vangede |                  |                  |
| 1932 | Gentofte-Vangede |                  |                  |
| 1933 | Gentofte-Vangede | Herløv           | Søborg           |
| 1934 | Lyngby           | Vedbæk           | Lyngby           |
| 1935 | Taarbæk          | Gentofte-Vangede | Gentofte-Vangede |
| 1936 | Brede            | Gentofte-Vangede | Bagsværd         |
| 1937 | Taarbæk          | Gentofte-Vangede | Lyngby           |